# Distrito de Ocú
Ocú es un distrito panameño, ubicado en la provincia de Herrera en la península de Azuero.

## Toponimia
En lengua indígena significa Barba de maíz.
Otra teoría plantea que al igual que otros pueblos de Azuero, la palabra Ocú deriva del ngäbe «ucúi» (con «u»), término que los ngäbe utilizan, para nombrar al «tropel» o «bulla» que causan las bestias al correr.

## Demografía
Su población está compuesta en su mayoría por mestizos, blancos descendientes (directos e indirectos) de españoles, y una minoría de origen chino que a principios del siglo XX llegaron a la región y que, según el censo de 2010, está compuesta por un total de 15 539 personas.

## Gobierno y política
El distrito cuenta con un gobierno municipal dirigido por un Alcalde y ocho Representantes de Corregimiento, elegidos por votación popular el mismo día de elección en toda la República de Panamá. Su actual alcalde es el Maestro Wilfredo Pimentel (2019-2024).

## Organización territorial
Está conformado por ocho corregimientos:
- Ocú
- Cerro Largo
- Los Llanos
- Llano Grande
- Peñas Chatas
- El Tijera
- Menchaca
- Entradero del Castillo

## Economía
Su principal actividad económica es la agricultura, siendo los tubérculos (ñame, otoe y yuca), las frutas (sandía y melón) y la caña de azúcar, los principales productos. También se practica la ganadería.

## Cultura
Uno de los eventos más folclóricos del pueblo panameño donde se representan las autóctonas costumbres realizadas por el campesino del siglo pasado es el Festival Nacional del Manito, el cual se celebra a mediados del mes de agosto. Otras de sus fiestas es la Feria de San Sebastián, además su carnaval, el cual se caracteriza por ser el único en el país que además de contar con calle Arriba y calle Abajo cuenta con una tercera calle, Calle Centro.

### Vestimenta
Es común ver tanto a los agricultores como a los ganaderos utilizando sombrero blanco, cutarras, camisa y pantalón.
Las damas usan polleras montunas.

### Gastronomía
La gastronomía Minera, aprovecha los beneficios de los cultivos de la región, con lo que presentan exquisitos platos característicos, entre ellos podemos encontrar:
- Arroz: grano sancochado, muy popular en la cocina del distrito, suele ser preparado con alguna carne o vegetal de temporada.
- Hojaldres: fritura hecha a base de harina y huevo, generalmente consumida en el desayuno.
- Pastelitos o Torrejitas de Maíz Nuevo: fritura hecha a base de una masa preparada con maíz recién cosechado, generalmente consumida con café o té.
- Empanadas: frituras preparadas a base de harina con huevo o de maíz, preparadas de tal manera que en su centro se puede encontrar alguna carne o queso.
- Carimañolas: frituras preparadas a base de yuca molida, también con carne en su centro.
- Pesadas: crema casera preparada con las frutas de temporada, principalmente a base de Nancé.
- Tamales: otro favorito es el tamal de olla y el tamal envuelto en hojas de plátanos. Este tamal es distinto a los tamales cocinados por los mexicanos, ya que la masa es de maíz y en que en el centro del tamal se encuentran pedazos de pollo o carne.